# Профілювання (геофізика)
Профілювання (рос. профилирование, англ. profiling, нім. Profilieren n, Profilierung f) – безперервні геофізичні спостереження, які послідовно продовжують одне одного по прокладених на місцевості лініях (профілях) з метою отримання по них геолого-геофізичних розрізів земних надр. 
Розрізнюють: сейсмічне, гравіметричне, магнітне і електричне профілювання.